# Ivan Šapovalov
Ivan Nikolaevič Šapovalov (in russo Иван Николаевич Шаповалов?; Kotovo, 28 maggio 1966) è un compositore, produttore musicale ed ex psicologo russo.

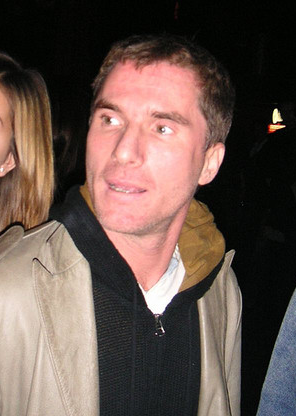
Ivan Šapovalov nel 2005

È conosciuto per aver fondato e gestito il progetto musicale t.A.T.u. dal 1999 al 2004, e per aver attirato a sé una serie di polemiche legate all'inscenamento di scandali mentre faceva da manager al duo.

## Biografia
Šapovalov si laureò nel 1990 presso il Saratovskij Medicinskij Institut, specializzandosi in psichiatria infantile e adolescenziale. Successivamente lavorò come medico in un ospedale psichiatrico e, parallelamente, nella città di Balakovo, aprì uno studio psicologico privato per bambini.
Nei primi anni novanta iniziò a produrre spot pubblicitari, lavorando tra il 1992 e il 1994 per le pubblicità della compagnia assicuratrice Slavija e per il fondo pensione Rossijskij Kapital. A partire dal 1993 lavorò anche nelle filiali di Mosca. In quel periodo conobbe il compositore Aleksandr Vojtinskij.
Nel 1996 produsse un video promozionale per la società di computer «R & K», tra i cui fondatori risultava Boris Renskij (che qualche anno più tardi agirà in qualità di sponsor finanziario e co-produttore del duo t.A.T.u.). Due anni dopo produsse la pubblicità di una bevanda per la compagnia OST, a cui partecipò Lena Katina. Sul set incontrò Elena Kiper, una giornalista di NTV e più tardi intraprese una relazione con lei.
Nel 1999, in collaborazione con Aleksandr Vojtinskij, formò le t.A.T.u.: tramite un casting scelse Lena Katina (la quale aveva già collaborato con lui un anno prima) e Julia Volkova, entrambe quattordicenni. Poco tempo dopo, Vojtinskij abbandonò il progetto e Šapovalov continuò a lavorare con Elena Kiper (sua ex fidanzata), aggiungendo al team il neo-compositore Sergio Galoyan. Diresse nel 2000 il video del loro primo singolo Ja sošla s uma (due anni dopo ne verrà pubblicata la versione inglese All the Things She Said, il più grande successo delle t.A.T.u.). Attraverso l'immagine controversa del duo, Šapovalov portò le due ragazze alla notorietà in breve tempo. Fondò inoltre, assieme a Boris Renskij, la compagnia produttiva Neformat, che funse da etichetta indipendente del duo prima che la Universal Music Russia offrisse loro un contratto.
Tra il 2001 e il 2002 diresse i videoclip dei brani del duo Nas ne dogonjat/Not Gonna Get Us (interpretando la parte di un uomo che viene investito dall'autocarro guidato dalle due ragazze), 30 minut (30 Minutes) e Prostye dviženija. Fu anche regista del video Show Me Love, che non fu però mai pubblicato.
A fine 2003 diede vita al progetto Podnebesnaja per sviluppare le sue capacità di produzione. Lavorò con molti artisti e divenne il produttore di 7B e n.A.T.o. (nome d'arte di Natalja Ševljakova). L'anno dopo pubblicò la compilation Podnebesnaja No. 1, contenente una serie di brani degli artisti che avevano lavoravano con lui durante quel periodo. 
Nel 2004 le t.A.T.u. licenziarono Šapovalov per proseguire da sole. La Universal International offrì loro un nuovo contratto, nominando Boris Renskij nuovo manager del duo. Durante Podnebesnaja, Šapovalov produsse alcuni brani che sarebbero stati contenuti nel secondo album del duo, tra cui Ljudi invalidy. Dopo il divorzio dal manager, le t.A.T.u. negoziarono con lo stesso e con gli scrittori e i compositori dei brani per poter nuovamente registrare i pezzi. Tuttavia, Šapovalov ricevette i crediti solo per il brano Ljudi invalidy.
Nel 2005 apparve nel videoclip del brano Eto tema del duo Tema, un progetto musicale composto da due giovani ragazze e nato l'anno precedente. Essendo le voci e lo stile delle Tema molto simili a quelli delle t.A.T.u., diversi siti web e false notizie confusero inizialmente i due gruppi e spacciarono successivamente Šapovalov come produttore del nuovo collettivo; tuttavia non lo fu mai.
A fine agosto 2006 pubblicò un brano dal titolo Ja ne ljudoed (lett. "Io non sono un cannibale") in collaborazione con l'amico e co-star in Podnebesnaja, Chelja.
Nel 2007 diventò co-proprietario del negozio on-line Mp3search.ru. Nello stesso periodo entrò a far parte della dirigenza della НП ФАИР (NP FAIR), impegnata nella gestione collettiva dei diritti d'autore in Internet. Sempre in quell'anno, la casa discografica Gala Records intentò una causa contro il proprietario della società Mp3search.ru, accusandolo di distribuire illegalmente registrazioni della cantante MakSim.
Dopo anni di silenzio, nel 2013 ha registrato tre canzoni come parte del progetto "Podnebeses": Protiv časovoj (Против часовой), Ona ostavila solnce (Она оставила солнце) e Moja ljubov' guljaet (Моя любовь гуляет). Tra il 2013 e il 2014 ha collaborato nuovamente con le ex componenti del duo t.A.T.u., questa volta in qualità di artiste soliste. Tuttavia, il frutto delle collaborazioni non è stato, ad oggi, ancora pubblicato. 

### Vita privata
Nel 2012 gli è stato diagnosticato un tumore cerebrale che lo ha obbligato a sottoporsi a diversi cicli di chemioterapia. Nel 2015 si è trasferito in Cina.

## Controversie
Šapovalov ammise in numerose interviste di essersi avvicinato all'immagine delle t.A.T.u. visitando siti web pornografici e altri siti relativi alla pedofilia. Spiegò di aver notato che la categoria del sesso minorenne fosse tra quelle più gettonate in rete, decidendo quindi di soddisfare le esigenze del pubblico con un duo controverso composto da minorenni. Successivamente non fece mistero delle sue altrettante preferenze verso le ragazze più giovani.
Secondo quanto affermato in seguito dalle componenti Lena Katina e Julia Volkova, Šapovalov costruì a tavolino l'immagine lesbica del duo, spingendo le ragazze ad assumere atteggiamenti esplicitamente sessuali pur essendo ancora delle adolescenti. Il produttore non si fermò al bacio tra le due giovani, ma attuò una serie di stratagemmi volti a fortificare l'immagine controversa del duo, come la decisione di far masturbare Volkova (allora diciassettenne) davanti a una videocamera per le scene del video di Prostye dviženija, o le immagini di nudo di Katina (inscenate da una controfigura) presenti nella versione non censurata del video di 30 Minutes, girato quando la ragazza era ancora sedicenne. Causò, inoltre, diversi danni artistici alle t.A.T.u., costringendo le ragazze alla cancellazione di vari concerti nella stessa data in cui erano previsti.
Šapovalov fu arrestato per disturbo della quiete pubblica mentre girava il videoclip del brano Show Me Love in Piazza Rossa a Mosca: si era visto rifiutare il permesso di filmare, ma nonostante ciò aveva comunque radunato nella piazza duecento ragazzine in divisa scolastica per baciarsi a coppie, suscitando lo sdegno dei locali.